# Piotr Wysz Radoliński
Piotr Wysz de Radolin, armoiries Leszczyc né vers 1354 à Radolin et mort le 30 septembre 1414 à Poznań, est un prélat catholique polonais. Il est évêque de Cracovie de 1392 à 1412, puis évêque de Poznań de 1412 à 1414.

## Biographie
Piotr Wysz étudie à Prague et à Padoue, où il est diplômé de droit en 1386. Il devient avocat.
Il travaille pour le roi Władysław II Jagellon et la reine Jadwiga. Il devient chancelier au tribunal de la reine en 1391, puis il est nommé évêque de Cracovie le 3 décembre 1392. Il figure parmi les signataires de deux actes d'union entre la Pologne et la Lituanie, celui de Vilnius et Radom en 1401 puis celui d'Horodło en 1413. Il signe aussi la paix de Toruń en 1411.
En 1397, il cofonde le département de théologie de l'université Jagellonne de Cracovie par décret du pape Boniface IX. Piotr Wysz est aussi le premier chancelier de cette université.